# Yangire
Das Wort Yangire (ヤンギレ, ') bezeichnet einen bestimmten Charaktertyp, der in der japanischen Populärkultur vorkommt.
Als Yangire wird zumeist ein weiblicher Charaktertyp bezeichnet, der aufgrund eines in der Vergangenheit erlebten Traumas schwere emotionale und psychische Schäden erlitten haben und sehr schnell in einen gewalttätigen und psychotischen Zustand gelangen kann. Allerdings können auch männliche Charaktertypen Eigenschaften eines Yangire zeigen.
Ein ähnlicher Charaktertyp ist der Yandere. Ein Unterschied zum Yangire besteht darin, dass ein als Yandere identifizierter Charakter aus – meist nicht erwiderter – Liebe im weiteren Verlauf in einen psychotischen Zustand verfällt. Aufgrund der Unvorhersehbarkeit des psychotischen Schubes werden Yangire als gefährlicher als Yandere beschrieben.

## Wortherkunft
Der Begriff Yangire setzt sich aus einer Kombination der Begriffe yanderu (病んでる, dt. „krank sein“) und kire bzw. gire (切れ, dt. „die Beherrschung verlieren“) zusammen.

## Geschichte
Der Begriff Yangire fand erstmals im Manga Magical Girl Lyrical Nanoha StrikerS Verwendung. Bekannte Charaktere, die diesen Charaktertypus aufweisen, sind zum Beispiel Keiichi Maebara und Rena Ryūgū aus der Sound Novel Higurashi no Naku Koro ni, Reisuke Hōjō und Tsubaki Kasugano aus Mirai Nikki, Kurumi Tokisaki aus Date A Live und Lucy aus Elfen Lied. Auch dem Protagonisten des Mangas und Animes Death Note, Light Yagami, wird dieser Charaktertyp zugeschrieben.

## Charaktertyp
Yangire wirken auf den ersten Blick süß, lieb und bezaubernd, neigen aber bei Stress dazu, in einen blutrünstigen und psychotischen Zustand zu verfallen. Die Charaktere erlitten in ihrem Leben ein oder mehrere Traumata, die einen erheblichen emotionalen und seelischen Schaden zur Folge hatten. Im Vergleich zum Yandere handeln Yangire-Charaktere unvorhersehbar, da eine zwischenmenschliche Beziehung keine Rolle spielt.
Auch die Erfahrung von Ablehnung, zum Beispiel in Form einer Degradierung in einen Zustand von absoluter Hilflosigkeit, Armseligkeit und Verzweiflung wirken zentral in der Entstehung und Entwicklung vieler Yangire-Charaktere. Als Beispiel wird Rena Ryūgū aus Higurashi no Naku Koro ni genannt, die durch die Scheidung ihrer Eltern, durch die Ablehnung der Mutter und ihrer selbst in diesen Zustand verfällt. Dargestellt wird dieser Zustand durch ihre Faszination für die illegale Müllhalde der Stadt, wo sie die Zeit mit der Schatzsuche verbringt, ihr selbstverletzendes Verhalten – sie schneidet sich, um mütterliches Blut zu vergießen – und durch Halluzinationen.
Die Verhaltensweisen von Yangire und Yandere werden unter anderem durch erlittene Traumata begründet. Als Beispiele werden die Charaktere Lucy aus Elfen Lied und Yuno Gasai aus Mirai Nikki genannt, die beide traumatisiert wurden. So wurde Yuno Gasai durch ihre Eltern körperlicher Schaden zugefügt, nachdem sie den Anforderungen ihrer Eltern nicht gerecht werden konnte, und auch Lucys sadistisches Verhalten wird indirekt mit körperlichem Missbrauch begründet.